# Lijst van voetbalinterlands Cuba - Venezuela
Deze lijst van voetbalinterlands is een overzicht van alle officiële voetbalwedstrijden tussen de nationale teams van Cuba en Venezuela. De landen speelden tot op heden vijf keer tegen elkaar. De eerste ontmoeting, een vriendschappelijke wedstrijd, werd gespeeld in Kingston (Jamaica) op 15 augustus 1962. Het laatste duel, eveneens een vriendschappelijke wedstrijd, vond plaats op 24 maart 2007 in Mérida.

## Wedstrijden
| № | Plaats      | Datum            | Competitie        | Wedstrijd        | Uitslag |
| - | ----------- | ---------------- | ----------------- | ---------------- | ------- |
| 1 | Kingston    | 15 augustus 1962 | Vriendschappelijk | Venezuela − Cuba | 2 − 0   |
| 2 | Panama-Stad | 13 maart 1970    | Vriendschappelijk | Cuba − Venezuela | 5 − 0   |
| 3 | Medellín    | 21 juli 1978     | Vriendschappelijk | Cuba − Venezuela | 2 − 0   |
| 4 | Havana      | 14 augustus 1982 | Vriendschappelijk | Cuba − Venezuela | 0 − 1   |
| 5 | Mérida      | 24 maart 2007    | Vriendschappelijk | Venezuela – Cuba | 3 – 1   |

## Samenvatting
| Competitie        | Totaal gespeeld | Winst Cuba | Gelijk | Winst Venezuela | Doelsaldo Cuba – Venezuela |
| ----------------- | --------------- | ---------- | ------ | --------------- | -------------------------- |
| Vriendschappelijk | 5               | 2          | 0      | 3               | 8 − 6                      |
| Totaal            | 5               | 2          | 0      | 3               | 8 − 6                      |

Wedstrijden bepaald door strafschoppen worden, in lijn met de FIFA, als een gelijkspel gerekend.

## Details

### Vijfde ontmoeting
| Vriendschappelijk (Mérida, Venezuela, 24 maart 2007): |              | |
| Venezuela | 3 – 1        | Cuba |
| Juan Arango 11' José Torrealba 33' César González 64' | goals        | 47' Reynier Alcantara |
| Richard Páez | bondscoach   | Raúl González Triana |
| Renny Vega 46' Edder Pérez 46' Andrés Rouga 46' Jorge Alberto Rojas José Manuel Rey Luis Vera 58' Juan Arango Héctor González Alejandro Guerra 46' José Torrealba 46' Giancarlo Maldonado 46' | opstellingen | Odelin Molina 58' Leonel Duarte Silvio Miñoso Yenier Márquez 79' Joel Colomé Jaime Colomé Yusvani Caballero Pedro Faife 77' Alaín Cervantes 70' Osvaldo Alonso 70' Reynier Alcántara |
| Ruberth Morán 46' Javier Toyo 46' Alejandro Cichero 46' Jesús Meza 46' César González 46' Miku 46' Leonel Vielma 58'                                                                          | wissels      | 58' Adonis Ramos 70' Lester Moré 70' Lazaro Alfonso 77' Ariel Martinez 79' Hensy Muñoz                                                                                               |
| Héctor González ??', 68' | rode kaarten | |

AFC · A-internationals · Bondscoaches · Cubaans vrouwenelftal · Cuba U21 · Cuba U20 · Cuba U19 · Cuba U18 · Cuba U17
1920 – 1949 ·
1950 – 1969 ·
1970 – 1979 ·
1980 – 1989 ·
1990 – 1999 ·
2000 – 2009 ·
2010 – 2019 ·
2020 − 2029
WK 1938
OS 1976 ·
OS 1980
Albanië ·
Algerije ·
Angola ·
Antigua en Barbuda ·
Aruba ·
Bahama's ·
Barbados ·
Belize ·
Bermuda ·
Bolivia ·
Britse Maagdeneilanden ·
Bulgarije ·
Canada ·
Chili ·
China ·
Colombia ·
Costa Rica ·
Curaçao ·
DDR ·
Dominica ·
Dominicaanse Republiek ·
Ecuador ·
El Salvador ·
Ghana ·
Grenada ·
Guatemala ·
Guyana ·
Haïti ·
Honduras ·
Indonesië ·
Jamaica ·
Kaaimaneilanden ·
Kameroen ·
Mexico ·
Nicaragua ·
Nederlandse Antillen ·
Panama ·
Puerto Rico ·
Roemenië ·
Saint Kitts en Nevis ·
Saint Lucia ·
Saint Vincent en de Grenadines ·
Suriname ·
Trinidad en Tobago ·
Turks en Caicoseilanden ·
Uruguay ·
Venezuela ·
Verenigde Staten ·
Zuid-Korea ·
Zweden
FVF · A-internationals · Selecties · Bondscoaches · Statistieken · Venezolaans vrouwenelftal · Olympisch elftal · Venezuela U21 · Venezuela U20 · Venezuela U19 · Venezuela U18 · Venezuela U17
1938 – 1949 ·
1950 – 1959 ·
1960 – 1969 ·
1970 – 1979 ·
1980 – 1989 ·
1990 – 1999 ·
2000 – 2009 ·
2010 – 2019 ·
2020 – 2029
1938 · 
1939–1945 · 
1946 · 
1947 · 
1948 · 
1949 · 1950 · 
1951 · 
1952 · 1953 · 1954 · 
1955 · 
1956 · 
1957–1964 · 
1965 · 
1966 · 
1967 · 
1968 · 
1969 · 
1970 · 
1971 · 
1972 · 
1973 · 
1974 · 
1975 · 
1976 · 
1977 · 
1978 · 
1979 · 
1980 · 
1981 · 
1982 · 
1983 · 
1984 · 
1985 · 
1986 · 
1987 · 
1988 · 
1989 · 
1990 · 
1991 · 
1992 · 
1993 · 
1994 · 
1995 · 
1996 · 
1997 · 
1998 · 
1999 · 
2000 · 
2001 · 
2002 · 
2003 · 
2004 · 
2005 · 
2006 · 
2007 · 
2008 · 
2009 · 
2010 · 
2011 · 
2012 · 
2013 · 
2014 · 
2015 · 
2016 · 
2017 ·
2018 ·
2019 ·
2020 ·
2021 ·
2022 ·
2023 ·
2024
Angola ·
Argentinië ·
Aruba ·
Australië ·
Bahama's ·
Bermuda ·
Bolivia ·
Brazilië ·
Canada ·
Chili ·
China ·
Colombia ·
Costa Rica ·
Cuba ·
Dominicaanse Republiek ·
Ecuador ·
El Salvador ·
Estland ·
Guatemala ·
Guinee ·
Haïti ·
Honduras ·
IJsland ·
Iran ·
Italië ·
Jamaica ·
Japan ·
Joegoslavië ·
Malta ·
Mexico ·
Moldavië ·
Nederlandse Antillen ·
Nicaragua ·
Nieuw-Zeeland ·
Nigeria ·
Noord-Korea ·
Oezbekistan ·
Oostenrijk ·
Panama ·
Paraguay ·
Peru ·
Puerto Rico ·
Saoedi-Arabië · 
Spanje ·
Syrië ·
Trinidad en Tobago ·
Uruguay ·
Verenigde Arabische Emiraten ·
Verenigde Staten ·
Zuid-Korea ·
Zweden ·
Zwitserland